# Antonio Presti
Antonio Presti (Messina, 12 maggio 1957) è un imprenditore e mecenate italiano.

## Biografia
Figlio di un imprenditore messinese e di un'insegnante, Antonio Presti venne indirizzato a studiare Ingegneria edile, nell'ottica di garantire una continuità alle proprie aziende. All'età di 20 anni, l'improvvisa morte del padre lo costrinse ad occuparsi delle imprese familiari.
Agli inizi degli anni ottanta, costituì l'Associazione Culturale Fiumara d'arte, un museo di opere d'arte contemporanee all'aperto in provincia di Messina. Tra i numerosi artisti che, a partire dal 1986, continuano ad arricchire il museo all’aperto che caratterizza l'associazione presieduta da Presti, ricordiamo Pietro Consagra, Paolo Schiavocampo, Tano Festa, Antonio Di Palma, Piero Dorazio, Graziano Marini, Hidetoshi Nagasawa, Italo Lanfredini e Mauro Staccioli.
Oltre Fiumara d'arte, nel corso degli anni Antonio Presti ha realizzato diversi progetti finalizzati alla libera divulgazione della bellezza attraverso l’arte: a Pettineo, realizza negli anni novanta un'estemporanea di pittura "1 kilometro di tela" e il "Museo domestico di Pettineo"; sempre negli anni novanta, realizza a Tusa il museo-albergo Atelier sul mare, le cui stanze sono state realizzate e arredate da artisti internazionali di arte contemporanea; a Catania, realizza il progetto "Devozione alla Bellezza" a cavallo del nuovo millennio e che comprende diverse realizzazioni quali il Cero di S. Agata di Arnaldo Pomodoro, la "Casa-d'Arte Stesicorea", l'evento di poesia "Il treno dei Poeti" e le donazioni "La porta della bellezza", "Il cantico di Librino" e "La Porta delle Farfalle" al quartiere periferico Librino di Catania.
Alle elezioni politiche del 2013 viene candidato al Senato della Repubblica in Sicilia nella lista Il Megafono - Lista Crocetta (facente parte della coalizione di centro-sinistra Italia. Bene Comune), ma non raggiunge la soglia necessaria per essere eletto. Sempre nel 2013 viene nominato assessore ai Beni Culturali della Regione Sicilia, ma rifiuta l'incarico in dissenso con la stessa Giunta Regionale.

## La Fondazione
A partire dal 1986, la Fondazione Antonio Presti promuove, in Italia e nel mondo, la progettazione, la creazione e la gestione di grandi musei all’aperto, col dichiarato scopo di innescare un circolo virtuoso per una crescita culturale e occupazionale in zone economicamente periferiche e svantaggiate.

### La Fiumara d'Arte
La Fiumara d'arte (1986-2010) è il museo d’arte contemporanea a cielo aperto più grande d’Europa. Inaugurato il 10 ottobre 1986, si estende su una superficie di duecentomila metri quadrati nella valle dell'Halaesa (monti Nebrodi) in Sicilia.
L’itinerario del museo include:
- La materia poteva non esserci (1986), di Pietro Consagra;
- Una Curva gettata alle spalle del tempo (1988), di Paolo Schiavocampo;
- Monumento per un Poeta Morto (detta Finestra sul Mare, 1989), di Tano Festa;
- Energia Mediterranea (1989), di Antonio Di Palma;
- Labirinto di Arianna (1989), di Italo Lanfredini;
- Stanza di Barca d’Oro (1989), di Hidetoshi Nagasawa;
- Arethusa (1990), di Piero Dorazio e Graziano Marini;
- Il muro della bellezza (1991), di artisti vari;
- Piramide 38° Parallelo (2010), di Mauro Staccioli.
Parte della Fiumara d’Arte è anche il museo domestico di Pettineo che è stato realizzato grazie alle 5 edizioni dell’estemporanea di pittura “Un chilometro di tela” (1991 al 1994): artisti internazionali invitati da Antonio Presti e ospitati dagli abitanti del luogo, hanno dipinto una tela stesa a terra lunga un chilometro, per le vie del paese. Alla fine dell’evento, la tela è stata tagliata e donata alle famiglie ospitanto come ringraziamento per l’ospitalità, creando così il “Museo Domestico” d’arte contemporanea all’interno delle case del comune Pettineo.
A partire dal 2010, il “Rito della Luce Solstizio d’Estate” è un evento che si svolge alla “Piramide 38° parallelo” di Mauro Staccioli ogni anno il 21 giugno: Quel giorno la Piramide viene aperta ai visitatori, che possono accedervi, percorrere il tunnel d’ingresso e inoltrarsi lungo un percorso che conduce all’interno della scultura.

### Il Museo d’arte contemporaneaAtelier sul Mare
Il museo-albergo Atelier sul Mare (1991-2024) di Castel di Tusa, è stato un albergo-museo d’arte contemporanea, dove 24 stanze sono state realizzate da artisti internazionali, con l’idea di consentire agli ospiti di diventare essi stessi una componente dell’opera d’arte.
Dal 2024 la struttura si è trasferita a Villa Margi, frazione balneare di Reitano, con la nuova denominazione Atelier sul Mare Suite d’Autore, centro culturale con annesso un museo a cielo aperto, dove sono stati realizzati l’imponente scultura Cavallo Eretico (2025) dell’artista Antonello Bonanno Conti e l’installazione Ammonite – Gli scudi ribelli, opera degli artisti Pablo Sucato e Giacomo Noya.

### LaDevozione alla Bellezza
Nella città di Catania, a cavallo del millennio la Fondazione ha sviluppato un progetto (senza utilizzare alcun finanziamento pubblico), che ha compreso la realizzazione di varie opere ed eventi fra cui:
- il Cero di S. Agata: installazione monumentale in cera di Arnaldo Pomodoro (1999)
- la Casa d'Arte Stesicorea: 12 stanze di una casa ordinaria in Piazza Stesicoro (Catania) sono state trasformate in un museo d’arte contemporanea, diventando nel 2000 "La Casa degli Artisti", nel 2002 "La Casa dei Poeti" e, nel 2003, "Extraordinario; il valore dell’essere".
- Il giardino di Hidi - La Rinascita (2000): installazione di Hidetoshi Nagasawa ai “Mercati Generali” di Catania, uno spazio culturale che coniuga la movida con l’apertura alle nuove espressioni artistiche;
- L'evento di poesia L’Offerta della Parola – Poeti in Treno (2001): poeti affermati ed emergenti sono stati invitati a salire sul treno non tanto per scrivere o leggere, quanto per dialogare con i viaggiatori, e non necessariamente di poesia;
- Poeti a Librino – Un chilometro di tela a Librino (2002): progetto didattico rivolto alle scuole del quartiere Librino di Catania, che ha visto la partecipazione di poeti come Maria Luisa Spaziani, Folco Portinari, Elio Pecora, Davide Riondino, Vivian Lamarque, Maria Attanasio, Giancarlo Majorino, Gianni D’Elia, Aldo Nove, Lello Voce e molti altri;
- 500 spot per Librino (2003): un progetto volto a valorizzare e promuovere l’identità del quartiere di Librino mediante una serie di spot pubblicitari, nei quali studenti delle scuole e abitanti del quartiere hanno partecipato in qualità di attori;
- Viaggio in Sicilia… verso Librino (2004): la Sicilia vista con gli occhi del mondo, un Grand Tour di scrittori internazionali. Un progetto che ha portato in Sicilia alcune tra le più note firme della letteratura contemporanea: Paco Ignacio Taibo II, Meir Shalev, Sergej Bolmat, Rachid Boudjedra, Aminata Traoré, Hernán Rivera Letelier e Jonathan Coe. Il tema del viaggio in Sicilia è un archetipo della produzione letteraria di tutti i tempi;
- 500 Bandiere – la bellezza della costituzione (7 edizioni dal 2004 al 2010): mostre e installazioni di bandiere pittoriche realizzate dagli studenti di una rete di scuole, per promuovere l’educazione alla cittadinanza.;
- Il Rito della Luce- Solstizio d’inverno a Catania (2012, I.C. Campanella-Sturzo; 2013, Liceo Scientifico E. Boggio Lera; 2014, Istituto Vespucci-Capuana-Pirandello e S. Giuffrida): progetto didattico con installazioni pittoriche e scultoree, e performance di musica, danza e teatro;
- Archivio socioantropologico (2016): un articolato progetto di carattere artistico, maieutico e identitario, che ha coinvolto oltre cinquanta scuole: gli studenti, affiancati da fotografi e docenti, hanno riflettuto sul tema della Costituzione italiana, interpretando visivamente un articolo della Carta costituzionale da loro scelto;
- Il portale dell’identità (2016): in occasione delle festività natalizie del 2016, gli studenti delle scuole di Librino hanno espresso i loro auguri universali di Buon Natale attraverso i volti e i sorrisi.

### Il progetto MAGMA
La Fondazione Antonio Presti ha promosso un grande progetto di riqualificazione urbana e sociale del quartiere Librino di Catania, realizzando varie opere d'arte a cielo aperto, fra cui:
- La Porta della Bellezza (2009) e La Porta delle Farfalle (2023): monumentali installazioni in bassorilievo in terracotta, realizzate con il coinvolgimento di 20.000 abitanti del quartiere;
- Il Cantico di Librino (2019): installazione fotografica con la partecipazione di 1.200 abitanti del quartiere;
- Sognatrice e Amare (2010): installazione di luci e ombre di Fabrizio Corneli;
- Cromatismo Emozionale (2025): installazione pittorica di Paolo Bini;
- Le grandi madri (2025): installazione fotografica di Lynn Johnson;
- I Cavalli eretici (2025): installazione fotografica di Monika Bulaj.

### G37: Summit Mondiale della Poesia
27 maggio 2017. In risposta al vertice delle 7 super potenze del mondo, la Fondazione ha organizzato un evento per recuperare e rafforzare l’identità dei paesi del comprensorio jonico-etneo con l’arte e la cultura. In scena tra Savoca, Castiglione, Linguaglossa e gli altri comuni del territorio etneo, l’iniziativa ha visto il coinvolgimento di 37 autori nazionali e internazionali e la partecipazione delle scuole del circondario, fra performance artistiche itineranti ed eventi culturali in scena nel Bosco delle Betulle, alberi che crescono spontaneamente sulle pendici del vulcano che necessitano di tutela costante per via delle difficoltà di rigenerarsi naturalmente. Per questa occasione, gli insegnanti hanno lavorato coi propri studenti alla composizione di poesie sul tema della conoscenza e dell’etica rivolta al mondo. Il risultato si è concretizzato in un messaggio diffuso anche attraverso la stesura di un manifesto sottoscritto dai vari poeti coinvolti, in un imprescindibile supporto teorico, morale e ontologico.

### Controesodo: Essere comunità per ritrovare il futuro
2-6 ottobre 2019. La Fondazione Fiumara d’Arte ha avviato un progetto volto a rivitalizzare le strutture fondanti di una comunità che patisce una continua emorragia di giovani che lasciano il territorio alla ricerca di lavoro e benessere. Attraverso dei laboratori fotografici che hanno coinvolto i membri delle famiglie, si sono uniti tutti gli attori sociali in creazioni comuni in grado di ricostituire il senso dell’appartenenza del luogo che si abita. “Controesodo” ha così ritratto coppie di mamma/figlio, papà/figlio, nonno/nipote e nonna/nipote, nei luoghi vissuti quotidianamente, stampando poi dei manifesti affissi in luoghi simbolo della comunità. L’obiettivo del “Controesodo” – che ha coinvolto i comuni di Piedimonte Etneo, Randazzo, Linguaglossa, Castiglione di Sicilia, S. Alfio, Milo, Malvagna, Motta Camastra, Graniti, Gaggi e Francavilla – è quello di rivitalizzare il presente grazie alle più solide agenzie educative, in primis la famiglia e la scuola, rinsaldando i legami con la natura e il paesaggio, le reti delle persone e le infrastrutture identitarie delle comunità. Ogni immagine è stata accompagnata dalle parole del Cantico delle Creature di San Francesco: un archivio storico e antropologico dei protagonisti, atto a stimolare il ritorno dei giovani nei propri luoghi di origine.

### IBelvedere dell'Animaal Parco dell'Etna
La Fondazione ha realizzato un progetto culturale, etico, educativo e di rigenerazione urbana dei comuni del parco dell’Etna, Alcantara e Val Simeto, con l’intenzione di valorizzare i belvedere, i centri urbani e gli splendidi punti panoramici del territorio dell’Etna.

### Palermo - Io sono il fiume Oreto dell'Umanità
Una serie di iniziative, svolte tra il 2006 e il 2009, progettate con l’obiettivo di coinvolgere i giovani di Palermo e della provincia nello studio del fiume Oreto e nella riscoperta di questo luogo simbolo della città.

## La Vicenda Giudiziaria
La storia della Fiumara d’Arte, che prese forma nel 1986 con la prima delle sculture che compongono il museo, coincide con una paradossale vicenda giudiziaria: un’accusa di abusivismo edilizio che pretendeva di mettere delle opere d’arte alla stessa stregua dei palazzoni costruiti senza licenza. La vicenda si concluse nel 2006 (20 anni dopo) con la completa assoluzione di Antonio Presti e il seguente riconoscimento del parco.
Tutto iniziò mentre i sindaci del comprensorio omaggiavano la scultura “La Materia Poteva non Esserci”, di Pietro Consagra: in quel frangente la Soprintendenza ai Beni Culturali di Messina emetteva un’ordinanza che imponeva la sospensione dei lavori, in quanto abusivi. Il progetto del museo a cielo aperto era però già stato avviato e presto nuove opere si sarebbero aggiunte ad arricchire il parco artistico della Fiumara d’Arte.
Il 24 giugno 1989, giorno dell’inaugurazione della scultura “Stanza di Barca d’Oro”, di Hidetoshi Nagasawa, l’opera venne posta sotto sequestro dalle autorità che, al contempo, notificarono un provvedimento a carico di un’altra scultura, “Monumento per un poeta morto”, conosciuto come “Finestra sul Mare”, di Tano Festa, per occupazione abusiva di demanio marittimo. Contro le opere della Fiumara vennero dunque avviati cinque procedimenti giudiziari, che ottennero l’immediato risultato di sospendere lo sviluppo del parco.
Al fianco di Presti si schierarono la stampa nazionale e il mondo dell’arte. Partirono anche due interrogazioni parlamentari. La prima fu proposta il 20 luglio 1989 a firma di Bruno Zevi, Giuseppe Calderini, Massimo Teodori, Chicco Testa, Giancarlo Salvoldi e Francesco Rutelli, che chiedeva all’allora ministero dei Beni Culturali e ambientali di “intervenire con la massima urgenza per fare cessare lo scempio e la persecuzione delle autorità locali nei confronti dell’iniziativa di Antonio Presti, che ha costituito attorno alla fiumara di tusa un nuovo ed eccezionale comprensorio artistico, culturale e paesistico di rilievo internazionale”.
La seconda è datata 7 dicembre 1993, firmata da Elena Montecchi e co-firmata da Pietro Folena e Sauro Turroni, per chiedere al Ministero delle finanze “quali iniziative intenda intraprendere per evitare la demolizione di opere d'arte costruite su terreno demaniale”.
Nel contempo, l'azione giudiziaria aveva bloccato per alcuni anni lo sviluppo del progetto, per il quale erano stati contattati anche gli artisti Edoardo Chillida, Fausto Melotti e Arnaldo Pomodoro.
Il 2 luglio 1990, il pretore di Santo Stefano di Camastra (ME), ordinò la demolizione dell’opera di Consagra, e condannò Antonio Presti a 15 giorni di reclusione e a 23 milioni di lire di multa per avere alterato il territorio, per abusivismo edilizio e per violazione della legge Galasso. La scultura, per inciso, non fu demolita, perché, con una sentenza della Corte d’appello di Messina, il reato risultò caduto in prescrizione.
Nonostante l’immediato interessamento del Governo della Regione Sicilia per sanare ciò che a tutti gli effetti era una valorizzazione del territorio, si dovette attendere il 10 ottobre 1990, quando il pretore di Mistretta (ME) Nicolò Fazio, assolse Presti per la faccenda della “Stanza di Barca d’Oro”, in quanto il fatto non costituiva reato: la stanza nascosta nell’argine non alterava lo stato dei luoghi intesi come identità ed era anche escluso il danno alle bellezze paesaggistiche, essendo il concetto di bellezza un dato metafisico difficilmente definibile come lo stesso concetto di arte, che sfugge a canoni rigidi di individuazione e per la quale comunque ogni aprioristico rigetto appare arbitrario così come l’unanimità del consenso. Il valore dell’opera in questione e del suo messaggio spirituale era sufficientemente supportato dalla critica e dall’opinione pubblica, dunque non era applicabile la legge Galasso in quanto la Fiumara d’Arte “si propone la qualificazione artistica e non già la trasformazione urbanistico edilizia dello scabro comprensorio dei Nebrodi”. La Procura della Repubblica di Messina ricorse in appello e, il 25 ottobre 1993, una sentenza ordinò la demolizione della “Finestra sul Mare”, mentre Presti venne altresì condannato per la scultura “Una Curva Gettata alle Spalle del Tempo” di Paolo Schiavocampo: 15 giorni di arresto e 45 milioni di lire tra ammenda e multa. I procedimenti contro altre tre opere furono invece dichiarati estinti per avvenuta prescrizione. A seguito della sentenza, partì una seconda ondata di mobilitazione generale: a Roma, un gruppo di artisti e intellettuali sollecitò l’intervento del ministro dei Beni Culturali (Alberto Ronchey), mentre una petizione firmata da 60 nomi della cultura italiana esortò il governo regionale ad agire per evitare la demolizione. Un secondo documento, firmato da 3000 esponenti della cultura e dell’opinione pubblica, indusse l’assessore regionale ai Beni Culturali a convocare una riunione che sembrava preludere all’investitura ufficiale del governo nella vicenda della Fiumara d’Arte. Nella Sala Gialla di Palazzo dei Normanni (a Palermo) arrivarono da tutta Italia artisti, poeti e studiosi, per chiedere di salvare la scultura di Festa. Anche stavolta, però, fu necessario attendere l’esito del ricorso di Presti in Cassazione per riuscire a rimandare l’annunciata demolizione.
Il 23 febbraio del 1994, infine, la Suprema Corte chiuse per sempre questa strana vicenda, annullando una volta e per tutte l’ordine di demolizione per abusivismo edilizio.
Tutto risolto? Niente affatto: benché le opere fossero salve, nessun ente volle prendersi carico della loro cura né dell’enorme potenziale turistico ed economico che offriva la Fiumara d’Arte. Il museo restò dunque abbandonato e in balia del degrado, ma, nonostante tutto, divenne una meta turistica per migliaia di visitatori da tutto il mondo.
Il 22 aprile 2005, quando Antonio Presti si rese conto che il patrimonio artistico della Valle dei Nebrodi si stava inesorabilmente deteriorando e che un’opera di manutenzione era ormai improrogabile, decise di entrare in azione con un gesto simbolico: coprì con un enorme telo blu la “Finestra sul Mare”, scrivendo in diverse lingue la parola “chiuso”.
Attraverso questa iniziativa, il presidente della Fiumara d’Arte da ex imputato divenne pubblica accusa, denunciando tutti i sindaci e la Regione Sicilia per mancata tutela dell’incolumità pubblica. La questione arrivò fino al Presidente della Repubblica (Carlo Azeglio Ciampi) e, il 6 gennaio 2006, il parco della fiumara venne finalmente riconosciuto con la legge regionale 6/06 che approvò l’istituzione del percorso turistico culturale della Fiumara a firma degli onorevoli Nino Beninati e Salvo Fleres.

## Riconoscimenti
Il 5 dicembre 2009, Antonio Presti è stato insignito della cittadinanza onoraria di Catania, per aver contribuito «con le sue iniziative legate al mondo dell'arte [...] alla diffusione positiva dell'immagine della Sicilia anche fuori dal territorio nazionale».
Il 2 febbraio 2024, il comune di Catania gli assegna la Candelora d'oro, per il suo impegno nel «diffondere l’arte, la cultura e la legalità a Catania, soprattutto tra i più giovani del popoloso quartiere di Librino».
Il 1º luglio 2024 un asteroide della Fascia principale tra Marte e Giove porta il nome di “Antonio Presti". Scoperto nel 1993, l’asteroide è stato ufficialmente battezzato “20049 Antoniopresti”, su proposta dell’astrofisico Mario Di Martino dell’Osservatorio Astrofisico di Torino e membro del Consiglio di Amministrazione della Fondazione GAL Hassin.